# Ankh (film)
Ankh is een Belgische film uit 2022, geregisseerd door Patrick Knight.

## Verhaal
Het verhaal is grotendeels geïnspireerd op het videoreisverslag, dat de pasgehuwde regisseur Patrick en echtgenoot Luc vastlegden op MiniDVcassettes tijdens hun huwelijksreis door het oude Egypte in 2007. Pas vele jaren later werden de inmiddels voor een groot deel beschadigde en vergane videobeelden voorzichtig hersteld, bewerkt en gemonteerd tot een volwaardige langspeelfilm. 
Ankh begint met het overlijden van Patrick, die vervolgens ten grave wordt gelegd in een sarcofaag. Zijn echtgenoot Luc zoekt hem opnieuw op en veroorzaakt een mirakel. Vanaf dat moment en door de ogen van Patrick, herbeleeft de toeschouwer een Nijlcruise. In negen hoofdstukken en in snel tempo worden vele bezienswaardigheden in beeld gebracht. 
De film heeft geen dialogen en wordt vooral gedragen door de muziek van Gravity Noir. Ankh bevat ook archiefbeelden van de in 2000 overleden Israëlische zangeres Ofra Haza. Haar uitvoering van Im Nin'alu in een nieuwe muzikale bewerking is regelmatig te horen. Als een rode draad tussen de hoofdstukken en door de film zien we Patrick transformeren van mummie tot iemand die veel lijkt op koningin Nefertiti.

## Rolverdeling
| Acteur         | Personage                          |
| -------------- | ---------------------------------- |
| Patrick Knight | Patrick,Mummie,Nefertiti lookalike |
| Luc Verlinden  | Luc                                |
| Ofra Haza      | Ofra Haza, Madonna van het Oosten  |

## Productie
Op 23 februari 2023 ging Ankh in première op het Milano Blackout FilmFest, Milaan, Italië waar hij als finalist, de tweede plaats behaalde als beste film zonder dialoog.

## Prijzen en nominaties
| Genomineerde                        | Jaar | Categorie                                | Prijs                                 | Festival                                                   | Uitslag     |
| ----------------------------------- | ---- | ---------------------------------------- | ------------------------------------- | ---------------------------------------------------------- | ----------- |
| ANKH                                | 2022 | Beste Onafhankelijke Langspeelfilm       | Jury Diamond Award                    | Europe Film Festival                                       | Gewonnen    |
| ANKH                                | 2022 | Beste Experimentele Langspeelfilm        | Winner Award                          | Indo French International Festival                         | Gewonnen    |
| Patrick J. A. Knight                | 2022 | Beste Montage Langspeelfilm              | Winner Award                          | Indo French International Festival                         | Gewonnen    |
| Patrick J. A. Knight                | 2022 | Beste Debuut als film regisseur          | Special Mention Award                 | Indo French International Festival                         | Gewonnen    |
| ANKH                                | 2022 | Beste Internationale Langspeelfilm       | Special Mention Award                 | Indo French International Festival                         | Gewonnen    |
| Patrick J. A. Knight                | 2022 | Beste Debuut als film regisseur          | Winner Award                          | Triloka International Filmfare Awards                      | Gewonnen    |
| ANKH                                | 2022 | Beste Originele Filmmuziek               | Critics Choice Award                  | Triloka International Filmfare Awards                      | Gewonnen    |
| ANKH                                | 2022 | Beste Experimentele Langspeelfilm        | Winner Award                          | Hodu International Film Festival                           | Gewonnen    |
| Patrick J. A. Knight                | 2022 | Beste Montage Langspeelfilm              | Winner Award                          | Hodu International Film Festival                           | Gewonnen    |
| Patrick J. A. Knight                | 2022 | Beste Originele Muziek Langspeelfilm     | Winner Award                          | Brussels Capital Film Festival                             | Gewonnen    |
| ANKH                                | 2022 | Beste Reis speelfilm                     | Winner Award                          | Brussels Capital Film Festival                             | Gewonnen    |
| ANKH                                | 2022 | Beste eerste film van filmmaker          | Winner Phenomenal Attainment Award    | Krimson Horyzon International Film Festival                | Gewonnen    |
| Patrick J. A. Knight, ANKH          | 2022 | Beste Originele Filmmuziek               | Winner Award                          | Golden Sparrow International Film Festival                 | Gewonnen    |
| Patrick J. A. Knight, ANKH          | 2022 | Beste cinematografie                     | Winner Award                          | Golden Sparrow International Film Festival                 | Gewonnen    |
| Patrick J. A. Knight, ANKH          | 2022 | Beste Originele Filmmuziek               | Winner Award                          | International Motion Picture Awards                        | Gewonnen    |
| Patrick J. A. Knight, Luc Verlinden | 2022 | Beste cinematografie                     | Winner Award                          | International Motion Picture Awards                        | Gewonnen    |
| Patrick J. A. Knight                | 2022 | Beste debuterend filmmaker               | Winner Award                          | International Motion Picture Awards                        | Gewonnen    |
| Patrick J. A. Knight, ANKH          | 2022 | Beste Montage                            | Genomineerd                           | Indie Cine Tube Awards                                     | Genomineerd |
| ANKH                                | 2022 | Beste Filmmuziek - Soundtrack            | Genomineerd                           | Indie Cine Tube Awards                                     | Genomineerd |
| ANKH                                | 2022 | Beste Langspeelfilm                      | Winner Award                          | Indie Cine Tube Awards                                     | Gewonnen    |
| ANKH                                | 2022 | Beste Experimentele Langspeelfilm        | Genomineerd                           | San Jose International Film Awards                         | Genomineerd |
| ANKH                                | 2022 | Beste Muziek Langspeelfilm               | Genomineerd                           | Fusion International Film Festivals                        | Genomineerd |
| Patrick J. A. Knight, ANKH          | 2022 | Beste filmscore/soundtrack               | Winnaar - Phenomenal Attainment Award | Dreamz Catcher International Film Festival                 | Gewonnen    |
| Patrick J. A. Knight, ANKH          | 2022 | Beste reisvlog/reisfilm                  | Winnaar - Winner Attainment Award     | Dreamz Catcher International Film Festival                 | Gewonnen    |
| Patrick J. A. Knight, ANKH          | 2022 | Beste Experimentele Langspeelfilm        | Eervolle vermelding                   | Golden Lemur International Film Festival                   | Gewonnen    |
| Patrick J. A. Knight, ANKH          | 2022 | Beste Originele Soundtrack               | Eervolle vermelding                   | Golden Lemur International Film Festival                   | Gewonnen    |
| Patrick J. A. Knight, ANKH          | 2022 | Beste reis- en toerismefilm              | Finalist (2de plaats)                 | Natourale Film Festival                                    | Genomineerd |
| Patrick J. A. Knight, ANKH          | 2022 | Beste arthouse film                      | Winnaar - Kudos Endeavor Award        | LGBTQ Unbordered International Film Festival               | Gewonnen    |
| Patrick J. A. Knight, ANKH          | 2022 | Beste originele filmmuziek               | Winnaar - Kudos Endeavor Award        | LGBTQ Unbordered International Film Festival               | Gewonnen    |
| Patrick J. A. Knight, ANKH          | 2022 | Beste filmmuziek                         | Genomineerd                           | West Europe International Film Festival - Brussels Edition | Genomineerd |
| Patrick J. A. Knight, ANKH          | 2022 | Beste experimentele film en nieuwe media | Genomineerd                           | West Europe International Film Festival - Brussels Edition | Genomineerd |
| Patrick J. A. Knight, ANKH          | 2022 | Beste Debuut Langspeelfilm               | Winnaar - Director in Focus Award     | Singapore International Film Festival                      | Gewonnen    |
| Patrick J. A. Knight, ANKH          | 2023 | Beste cinematografie                     | Finalist (2de plaats)                 | Janjira International Film Festival                        | Genomineerd |
| Patrick J. A. Knight, ANKH          | 2023 | Beste Experimentele Langspeelfilm        | Winnaar - Award of Recognition        | The Accolade Global Film Competition                       | Gewonnen    |
| Patrick J. A. Knight, ANKH          | 2023 | Beste Originele filmmuziek               | Winnaar - Award of Excellence         | The Accolade Global Film Competition                       | Gewonnen    |
| Patrick J. A. Knight, ANKH          | 2023 | Beste film zonder dialoog                | Finalist (2de plaats)                 | Milano Blackout Film Fest                                  | Genomineerd |
| Patrick J. A. Knight, ANKH          | 2023 | Beste Arthouse Film                      | Winnaar                               | Golden Wheat Awards                                        | Gewonnen    |
| Patrick J. A. Knight, ANKH          | 2023 | Beste Arthouse Film - Video Arte         | Finalist (2de plaats)                 | Festival de Largos y Cortos de Santiago                    | Genomineerd |